# Limnocottus bergianus
Limnocottus bergianus är en fiskart som beskrevs av Taliev, 1935. Limnocottus bergianus ingår i släktet Limnocottus och familjen Abyssocottidae. Inga underarter finns listade i Catalogue of Life.